# 三叉戟I型彈道導彈
UGM-96三叉戟I型彈道導彈，或稱三叉戟C4是美國的一款潛射彈道導彈，由洛歇·馬丁公司位於加州森尼韋爾的空間系統公司研發製造。首次部署是在1979年，它取代了UGM-73海神彈道飛彈。它於2005年退役，現已被三叉戟II型彈道導彈取代。
該導彈是一個三級固體燃料系統，可搭載8枚在馬克4號火箭輔助推進系統中的W76核彈頭。
首8艘俄亥俄級核潛艇搭載UGM-96三叉戟I型彈道導彈。12艘詹姆斯·麥迪遜級潛艇和本傑明·富蘭克林級潛艇也改裝搭載三叉戟I型彈道導彈，取代舊的UGM-73海神彈道飛彈。
在1980年，英國皇家海軍根據北極星武器售賣協議(英語: Polaris Sales Agreement)要求美國提供三叉戟I型彈道導彈。在1982年，協議轉為提供三叉戟II型彈道導彈。